# Mellemslesvig
Mellemslesvig ligger i det nordlige Tyskland mellem Østersøen og Vesterhavet i Slesvig-Holsten. Hovedbyen er Flensborg.
Udstrækningen af landsdelen er omtvistet. Lyksborg på halvøen Angel og nogle af de nordfrisiske øer ved Vesterhavet hører dog med til Mellemslesvig.
I 1851 blev det regenburgske sprogreskript anledning til konflikter mellem dansktalende og tysktalende, idet sidstnævnte gruppe følte sig diskrimineret.  
Ved en folkeafstemning i den såkaldte anden zone i Sønderjylland den 14. marts 1920 stemte et flertal af befolkningen for, at området skulle være tysk. Dermed kom Mellemslesvig ikke med i Genforeningen 1920. Efter verdenskrigen i 1945 ønskede derimod et flertal af den hjemmehørende befolkning en ny folkeafstemning. 